# 289 (tal)
289 är det naturliga talet som följer 288 och som följs av 290.

## Inom vetenskapen
- 289 Nenetta, en asteroid.

## Inom matematiken
- 289 är ett udda tal.
- 289 är ett semiprimtal.
- 289 är ett Prothtal.
- 289 är ett centrerat oktogontal.
- 289 är ett palindromtal i det kvarternära talsystemet.
- 289 är ett Friedmantal, eftersom 289 = (8+9)2.